# Osteria

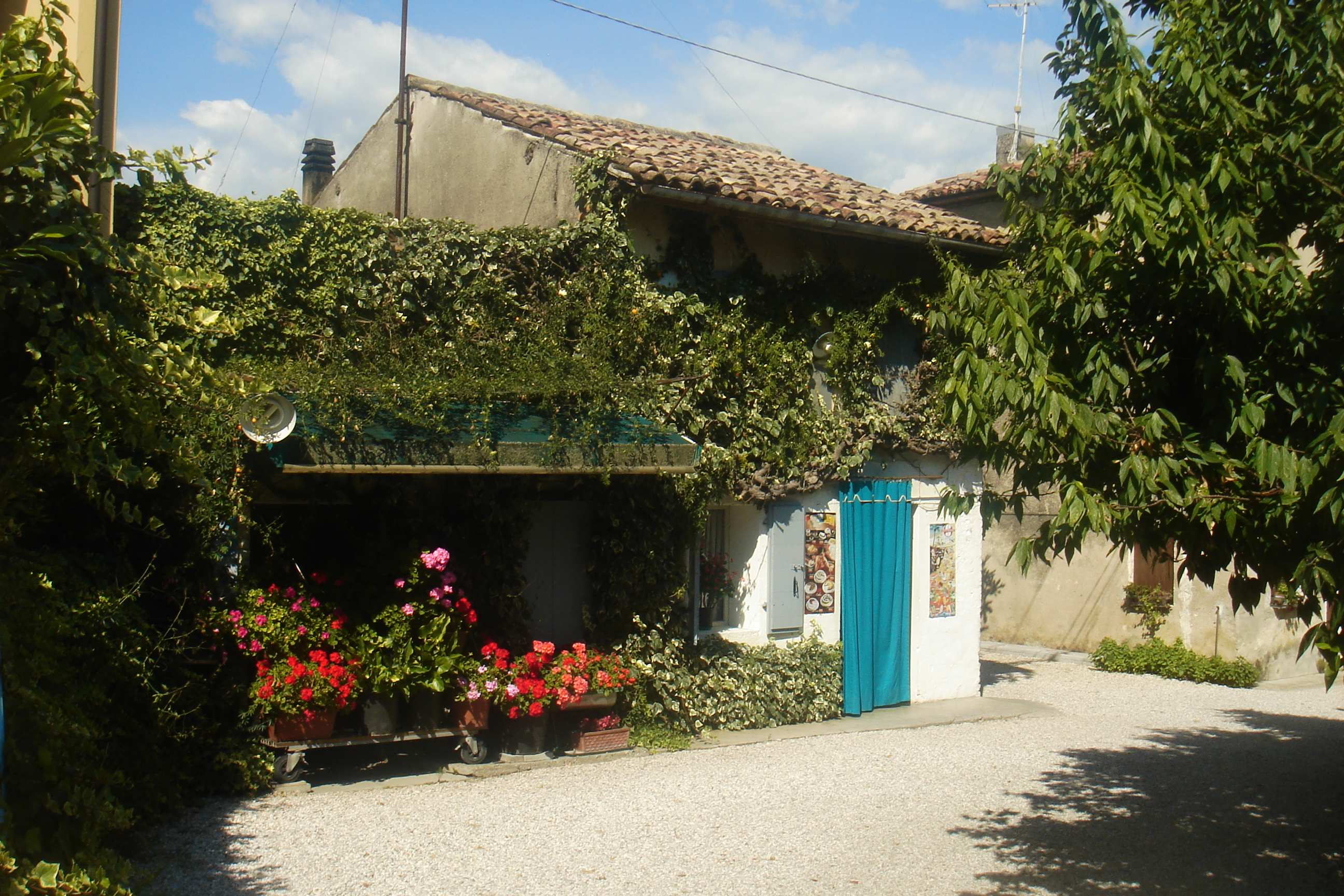
Typische venezianische Osteria

Osteria ist die Bezeichnung für eine Gaststätte in Italien sowie in Teilen der Schweiz, in der man hauptsächlich Wein und kleinere Speisen serviert.

## Etymologie
Die Bezeichnung Osteria stammt vom alten französischen Wort für Wirt „oste, ostesse“, der seinerseits aus dem Lateinischen (hospite(m)) kommt und ist daher vom Wortstamm zu vergleichen mit der deutschen „Wirtschaft“. Einer der ersten Nachweise des Ausdrucks hostaria findet sich in den Magistratsvorschriften der „Signori di Notte“ (Herren der Nacht), die, wie der Name erkennen lässt, über die Nachtruhe im Venedig des 13. Jahrhunderts wachten.

## Geschichte

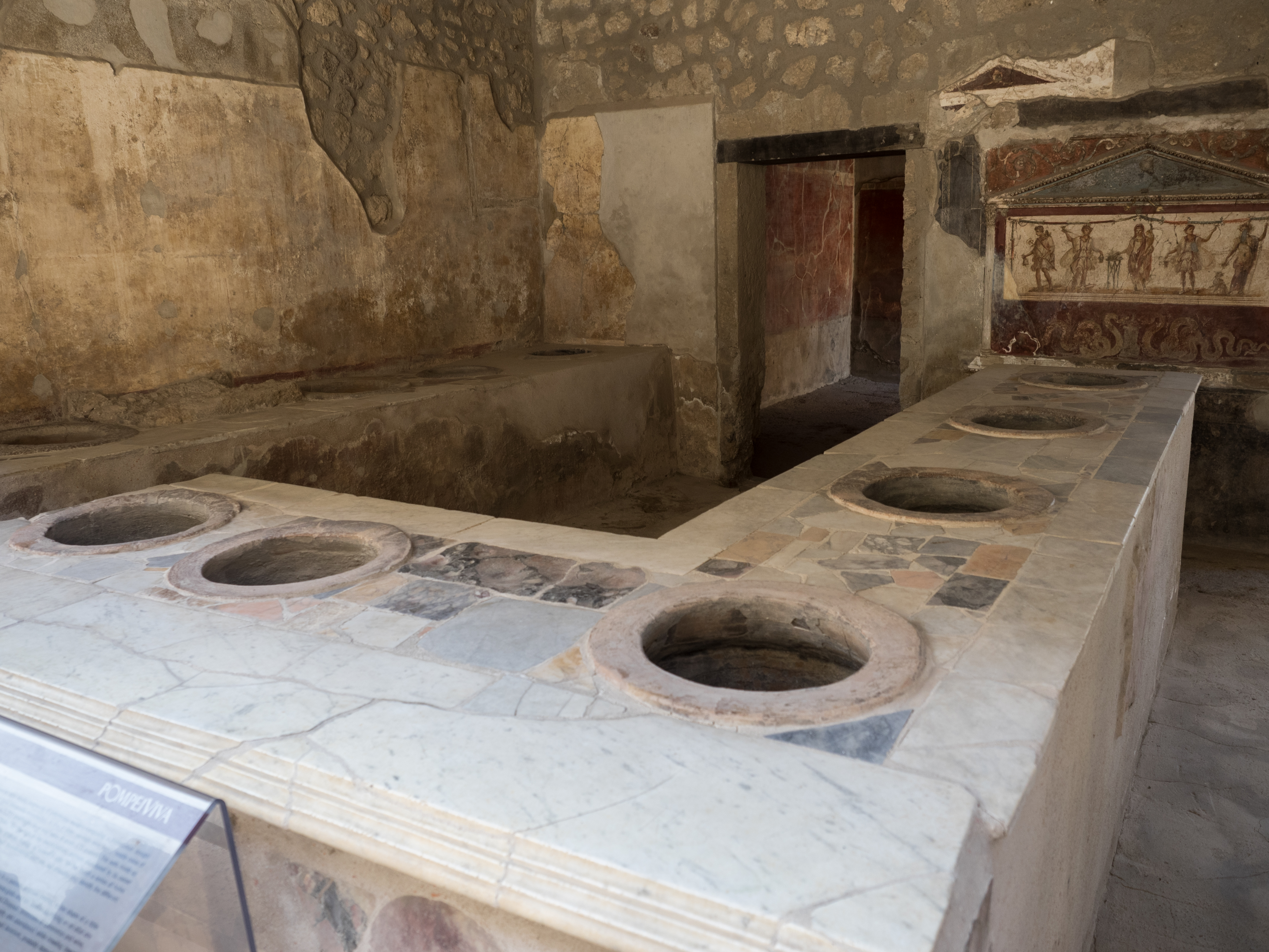
Thermopolium in Pompeji

Vergleichbare Lokale existierten schon im antiken Rom, genannt enopolium, während man im thermopolium auch warme Speisen und Getränke servierte. Diese wurden in großen Behältern aufbewahrt, die in den Tresen eingelassen waren: Gut erhaltene Beispiele kann man noch in den Ausgrabungen des antiken Pompejis sehen.
Osterien entstanden als Raststätten an Durchgängen oder in Handelsplätzen wie Straßen, Kreuzungen, Plätzen und Märkten, häufig in bescheidenen Gebäuden. Schon bald entwickelten sie sich als Treffpunkte, Versammlungsstätten und Orte der sozialen Beziehungen. Wein war ein unverzichtbarer Bestandteil, um den herum alles andere sich bewegte: die Speisen, die Gästezimmer, die Prostitution.

## Die älteste Osteria

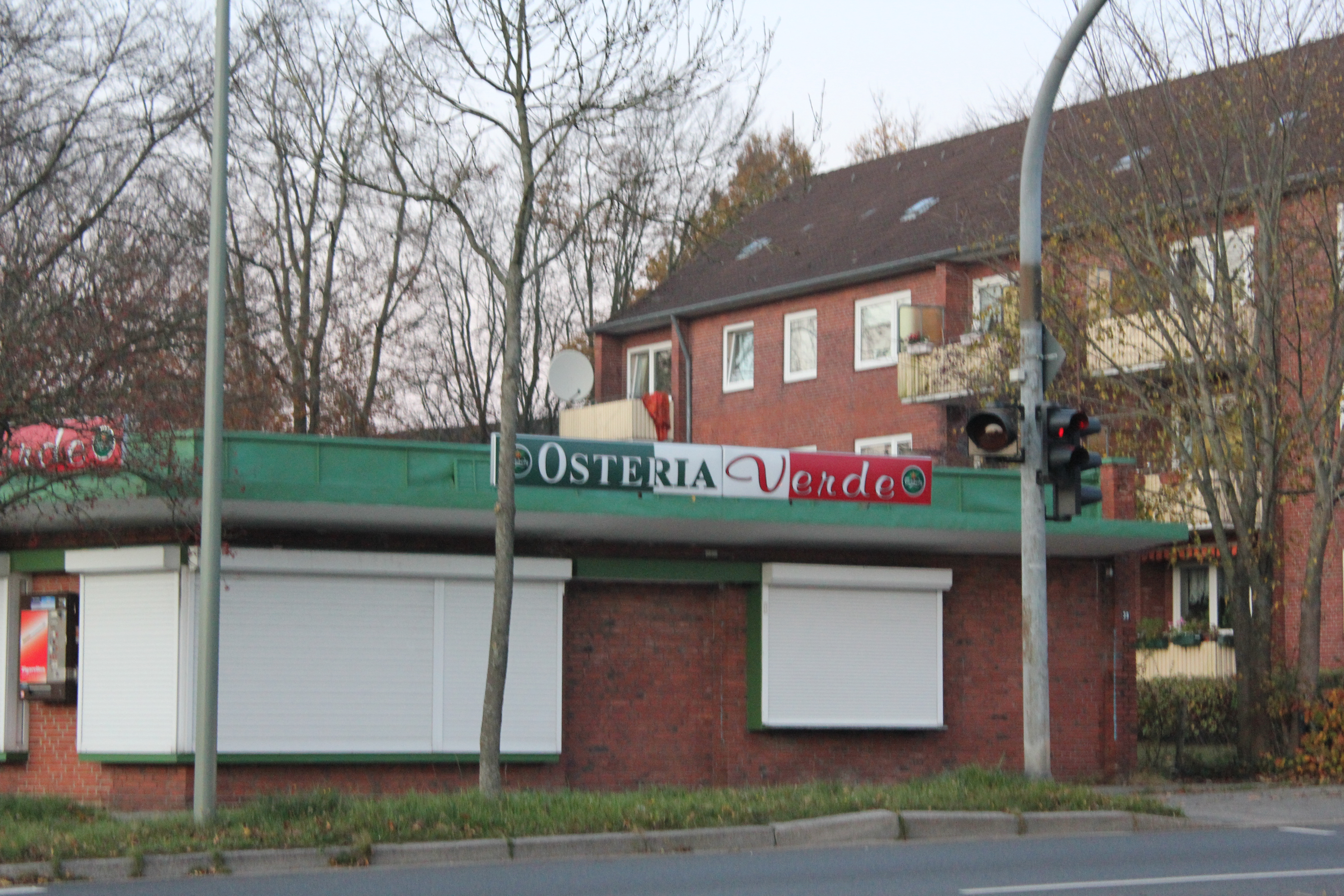
Eine Osteria in Flensburg-Mürwik nahe dem Twedter Plack, die bis ungefähr 2011 dort bestand.

In Ferrara, neben dem Dom, steht die wohl älteste Osteria der Welt, deren Vorhandensein bis ins Jahr 1435 zurück dokumentiert ist. Schon gegen 1400 existierte die „Hostaria del Chiucchiolino“, und wer die Kirche verließ (oder den Eintritt vermeiden wollte), betrat das Sträßchen nebenan (heute Via degli Adelardi 11), um sich am guten Wein an Bord einer Barke zu laben – die Osteria befand sich in einer kleinen Bucht, die sich vom Regenwasser gebildet hatte.
Es wird von vielen illustren Gästen dieses Lokals berichtet, unter ihnen der Bildhauer Benvenuto Cellini, die Dichter Ludovico Ariosto und Torquato Tasso sowie der Astronom Nikolaus Kopernikus, der über der Osteria lebte und studierte.
Im Jahre 1973 waren der Kardinal Stefan Wyszyński, Primas von Polen, und Karol Wojtyła, der ihn begleitete, in Ferrara. Der Anlass war der 500. Geburtstag des Astronomen. Um die Wohnräume des berühmten Mannes zu betreten, mussten sie das Innere der „Enoteca al Brindisi“, wie sich die älteste Osteria heute nennt, durchqueren.

## Die Osteria in der bildenden Kunst
Im 19. Jahrhundert war die italienische Osteria in Nordeuropa und besonders in Skandinavien ein beliebtes Szenario in der Genremalerei, um geselliges und meist farbenfrohes Beieinander darzustellen. Künstler, die sich mit diesem Thema beschäftigt haben, waren beispielsweise Aleksander Lauréus (1783–1823), Detlev Conrad Blunck (1798–1853), Heinrich Bürkel (1802– 1869), Wilhelm Marstrand (1810–1873), Elisabeth Jerichau-Baumann (1819–1881), Carl Bloch (1834–1890) und andere.

Osteria-Gemälde
Blunck (1837)
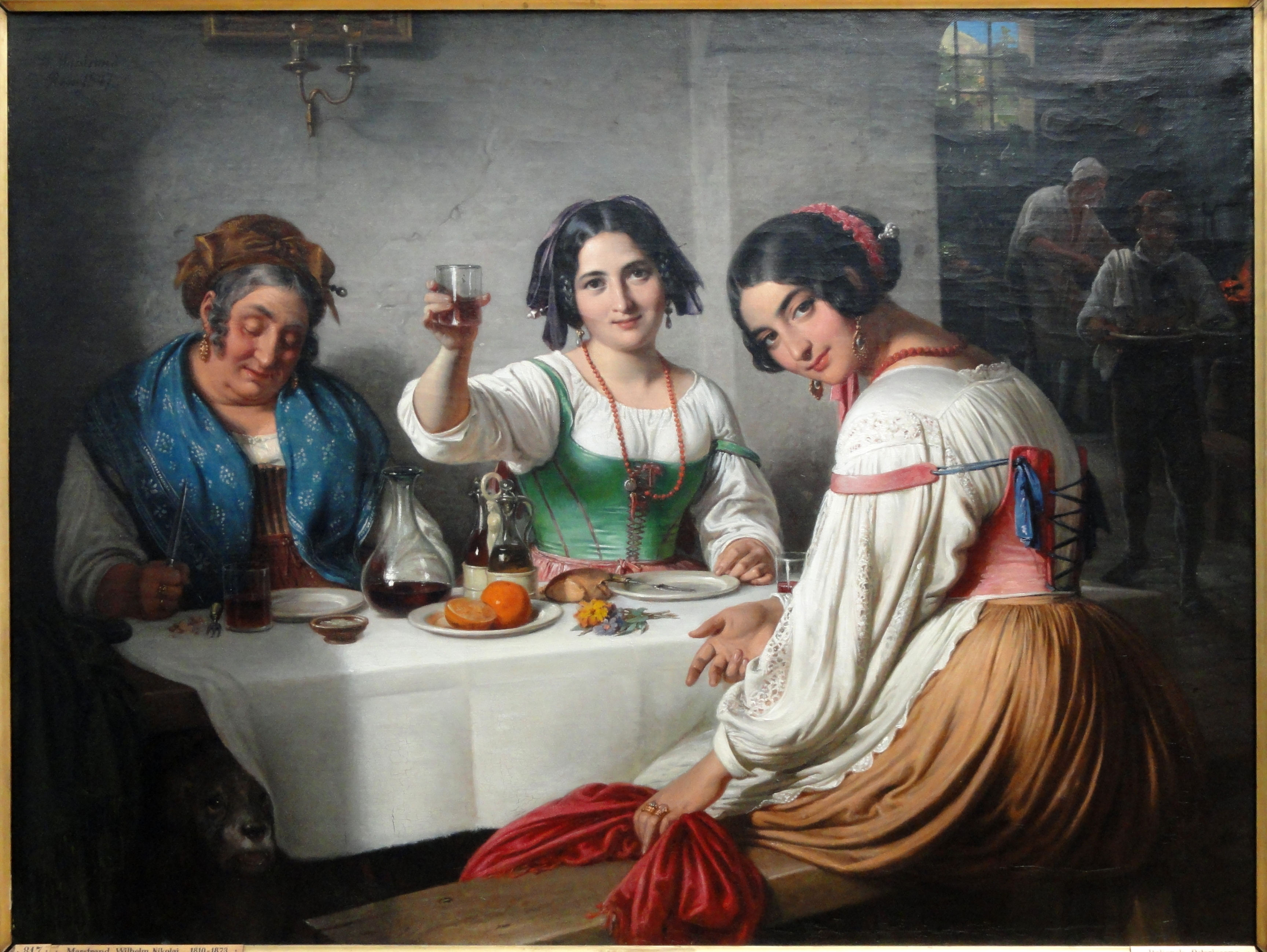
Marstrand (1847)
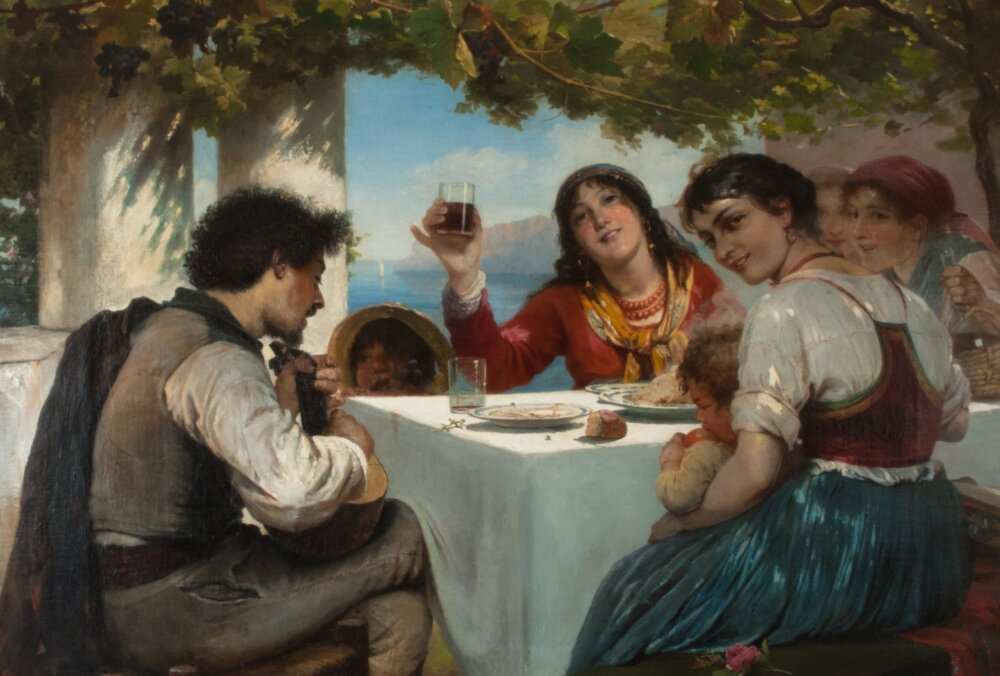
Jerichau-Baumann (ca. 1845–1849)
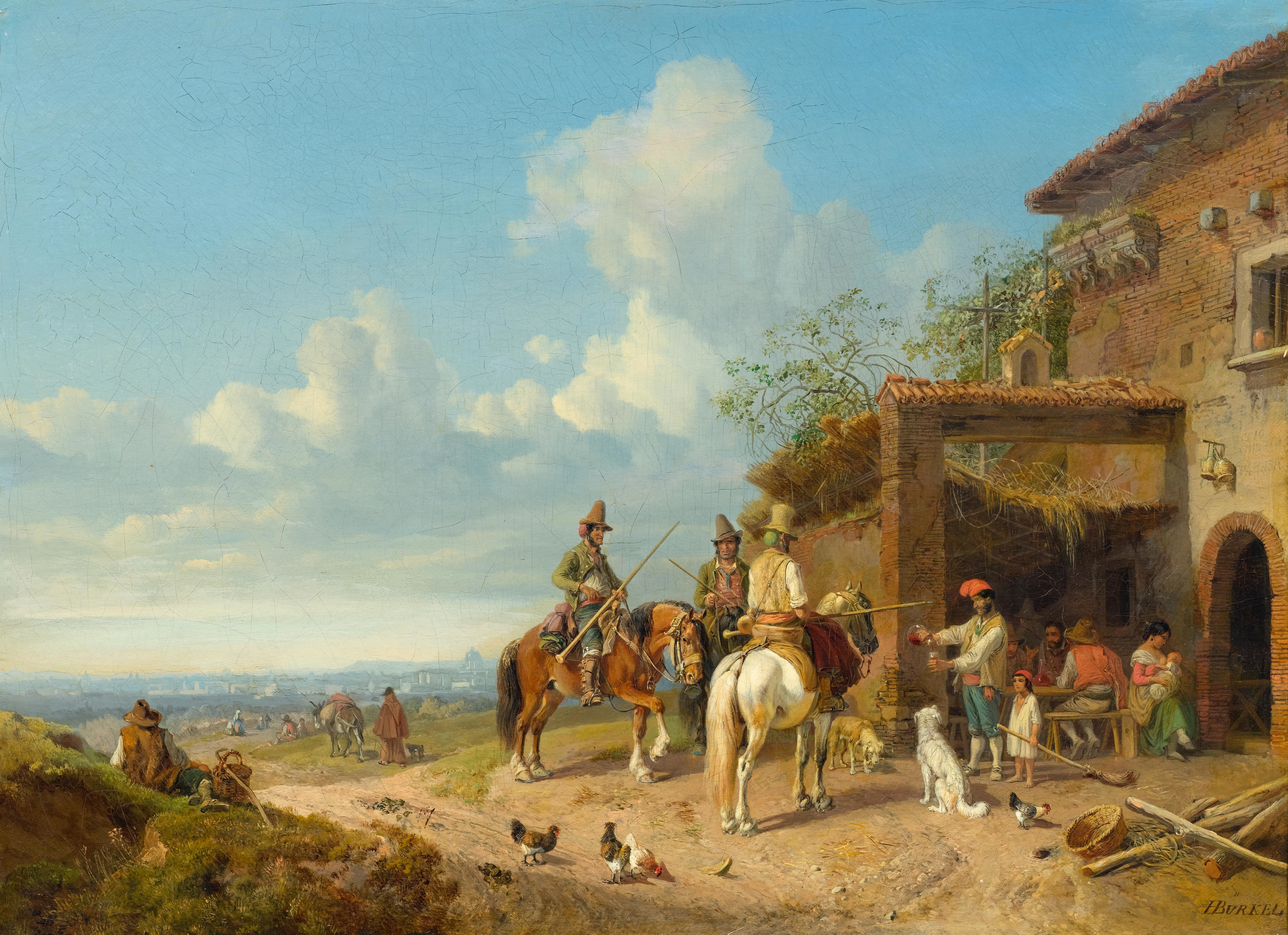
Heinrich Bürkel (ca. 1850)
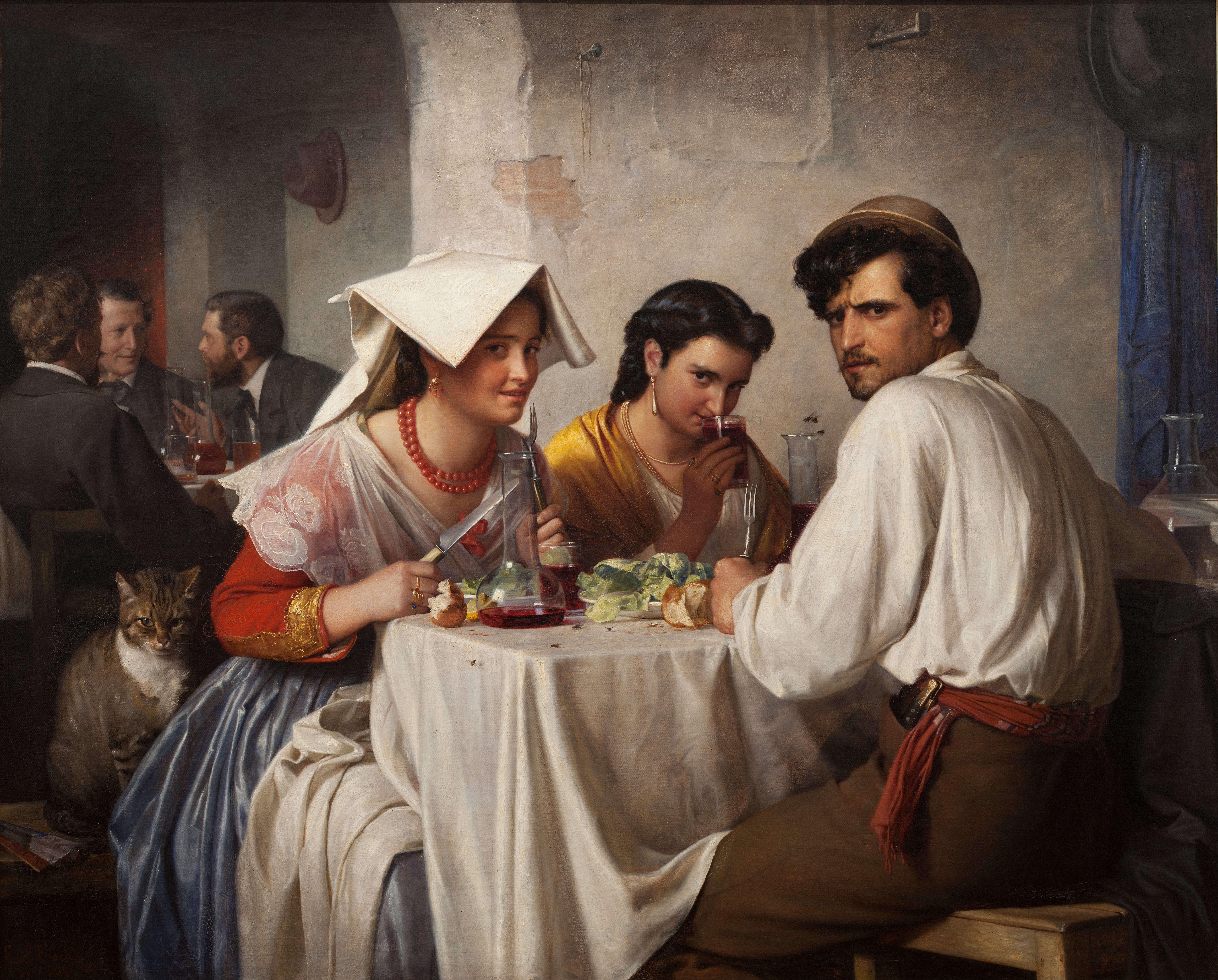
Bloch (1866)